# Mike Burton
Michael Jay (Mike) Burton (Des Moines (Iowa), 3 juli 1947) is een Amerikaans zwemmer.

## Biografie
Burton won tijdens de Olympische Zomerspelen van 1968 de gouden medaille op de 400m en 1500m vrije slag. Vier jaar plaatste Burton zich alleen voor de 1500m, op dit nummer verdedigde hij zijn olympische titel met succes. Burton zwon ook in de series op de 4x200m vrije slag, zijn ploeggenoten wonnen goud, toendertijd ontvingen de zwemmers uit de series geen medaille.
Burton zwom tweemaal een wereldrecord op de 800m en 1500m vrije slag.

## Internationale toernooien
| Jaar | Olympische Spelen                  | Pan-Amerikaanse Spelen                                |
| ---- | ---------------------------------- | ----------------------------------------------------- |
| 1967 |                                    | 1500m vrije slag · 400m vrije slag · 200m vlinderslag |
| 1968 | 400m vrije slag · 1500m vrije slag |                                                       |
| 1971 |                                    | niet geplaatst                                        |
| 1972 | 1500m vrije slag                   |                                                       |

1908: Henry Taylor ·
1912: George Hodgson ·
1920: Norman Ross ·
1924: Johnny Weissmuller ·
1928: Alberto Zorrilla ·
1932: Buster Crabbe ·
1936: Jack Medica ·
1948: William Smith ·
1952: Jean Boiteux ·
1956: Murray Rose ·
1960: Murray Rose ·
1964: Don Schollander ·
1968: Mike Burton ·
1972: Brad Cooper ·
1976: Brian Goodell ·
1980: Vladimir Salnikov ·
1984: George DiCarlo ·
1988: Uwe Daßler ·
1992: Jevgeni Sadovy ·
1996: Danyon Loader ·
2000: Ian Thorpe ·
2004: Ian Thorpe ·
2008: Park Tae-hwan ·
2012: Sun Yang ·
2016: Mack Horton ·
2020: Ahmed Hafnaoui ·
2024: Lukas Märtens
1908: Henry Taylor ·
1912: George Hodgson ·
1920: Norman Ross ·
1924: Boy Charlton ·
1928: Arne Borg ·
1932: Kusuo Kitamura ·
1936: Noboru Terada ·
1948: James McLane ·
1952: Ford Konno ·
1956: Murray Rose ·
1960: John Konrads ·
1964: Bob Windle ·
1968: Mike Burton ·
1972: Mike Burton ·
1976: Brian Goodell ·
1980: Vladimir Salnikov ·
1984: Mike O'Brien ·
1988: Vladimir Salnikov ·
1992: Kieren Perkins ·
1996: Kieren Perkins ·
2000: Grant Hackett ·
2004: Grant Hackett ·
2008: Oussama Mellouli ·
2012: Sun Yang ·
2016: Gregorio Paltrinieri  ·
2020: Bobby Finke